# プライミクス
プライミクス株式会社（英: PRIMIX Corporation）は兵庫県淡路市に本社を置く攪拌機メーカー。

## 沿革
- 1927年（昭和2年）：日本初の工業用クロムめっき工場として、東洋クローム株式会社を設立。
- 1944年（昭和19年）：エメリーフィレット部を東洋クローム（株）より分離し、東洋エメリーフィレット株式会社（現トクシュ技研株式会社）を設立。
- 1949年（昭和24年）：攪拌機部門を東洋エメリーフィレット（株）より分離し、特殊機化工業株式会社を設立。
- 1950年（昭和25年）：東京営業所を開設。
- 1975年（昭和50年）：名古屋出張所を開設。
- 1981年（昭和56年）：埼玉工場を新設。
- 1994年（平成6年）：超高速マルチ攪拌システム T.K.ロボミックスがグッドデザイン賞を受賞。
- 1998年（平成10年）：薄膜旋回型高速ミクサー T.K.フィルミックスがグッドデザイン賞を受賞[2]。
- 2002年（平成14年）：T.K.フィルミックスが全国発明表彰日本弁理士会会長賞を受賞。
- 2004年（平成16年）：中国上海市に上海藤凱鼎和机械有限公司（現 上海譜莱密克司机械有限公司）を独資で設立。
- 2005年（平成17年）：韓国にソウルオフィスを開設。
- 2005年（平成17年）：社名を現社名のプライミクス株式会社に変更。
- 2010年（平成22年）：2009年度関西経営品質賞を受賞[3]。
- 2010年（平成22年）：「大阪ものづくり優良企業賞2010」最優秀企業賞を受賞[4]。
- 2012年（平成24年）：韓国京畿道龍仁市にプライミクス/ユンスン株式会社を合弁で設立。
- 2013年（平成25年）：大阪支社を大阪市福島区に新設。
- 2015年（平成27年）：兵庫県の「本社機能立地支援制度[5]」の適用第１号として、本社及び工場を兵庫県淡路市へ移転。

## 事業所
- 本社：兵庫県淡路市夢舞台1-38
- 東京支社：東京都港区芝浦3-16-4
- 名古屋支社：愛知県名古屋市中区栄2-9-16
- 大阪支社：大阪府大阪市福島区福島5-6-16
- 埼玉ベース：埼玉県川越市的場1-17-16

## 『夢舞台リビング』コンセプト
300年先を見据えた職住共存の次世代型ワークライフスタイルを実現するため、本社及び工場を大阪、埼玉から淡路島の夢舞台ニュータウンに移転した。
本社、工場に隣接した社員住宅は地域の環境や自然と調和できるサスティナブルな建造物をコンセプトにデザイン・建設されている。